# دوک‌نشین بیتوم
دوک‌نشین بیتوم ((به لهستانی: Księstwo Bytomskie)) یک دوک‌نشین در سیلزی علیا بوده که در حدود سال ۱۲۸۱ میلادی ایجاد شده بود. این دوک‌نشین که مرکز آن شهر بیتوم بوده امروزه جزئی از کشور لهستان است.